# Оброчное (Одесская область)
Оброчное (укр. Оброчне) — село, относится к Подольскому району Одесской области Украины.
Население по переписи 2001 года составляло 59 человек. Почтовый индекс — 66370. Телефонный код — 4862. Занимает площадь 0,27 км². Код КОАТУУ — 5122982503.

## Местный совет
66370, Одесская обл., Подольский район, с. Качуровка